# Monaster Trójcy Świętej w Werbce
Monaster Trójcy Świętej w Werbce – nieistniejący prawosławny klasztor we wsi Werbka na północ od Kowla.
Moment założenia klasztoru jest nieznany. Pierwsza wiadomość na jego temat w źródłach pisanych pojawia się w 1543, w aktach wymiany majątków ziemskich między królową Boną i Wasylem Sanguszką. W 1564 Kowel, drogą nadania, stał się własnością Andrzeja Kurbskiego, który wybrał przełożonego monasteru w Werbce, ihumena Aleksandra, na swojego opiekuna duchowego. W testamencie prosił również o pochowanie go w monasterze, co miało miejsce po śmierci Kurbskiego w 1583. Do tego czasu wiadomo jeszcze o dwukrotnej zmianie ihumena wspólnoty: co najmniej od roku 1578 na jej czele stał ihumen Szymon, zaś od 1582 – Izajasz. Moment likwidacji monasteru nie został ustalony, jednak w II poł. XVIII w. wspólnota już nie istniała, zaś jej cerkiew, drewniana świątynia pod wezwaniem Trójcy Świętej, pełniła funkcje parafialnej. W 1818 obiekt ten został wyremontowany.
Prowadzone w latach 40. XIX wieku prace wykopaliskowe na terenie dawnego monasteru doprowadziły do odkrycia kilku grobów, w tym jednego położonego w sąsiedztwie ikonostasu, przed ikoną Chrystusa. Brak napisów nagrobnych uniemożliwił jednak identyfikację zmarłych. Na początku XX wieku na miejscu drewnianej cerkwi monasterskiej powstała nowa, która również nie przetrwała do naszych czasów.
W 2001 na miejscu monasteru Trójcy Świętej otwarty został skit Narodzenia św. Jana Chrzciciela, podległy monasterowi św. Mikołaja w Mielcach.